# Copa Interclubes Kagame 2024
La Copa Interclubes Kagame 2024 (Copa Dar Port Kagame 2024 por razones de patrocinio) fue la 44.ª edición del torneo de fútbol a nivel de clubes más importante de África Oriental organizado por la CECAFA y que contó con la participación de 12 equipos. Se disputó entre el 9 y el 21 de julio de 2024 en Tanzania.

## Formato
Doce equipos de 10 federaciones (incluida una de la COSAFA) se ubicaron en tres grupos de cuatro equipos cada uno. Los mejores equipos de cada grupo y el mejor segundo clasificado se clasificaron automáticamente para la fase semifinal.

## Equipos participantes
En cursiva los equipos debutantes.
| Equipos participantes | Equipos participantes | Equipos participantes | Equipos participantes |
| --------------------- | --------------------- | --------------------- | --------------------- |
| Al-Hilal              | Al-Merreikh           | Al-Wadi               | APR FC                |
| Djibouti Télécom      | Coastal Union FC      | Dekedaha FC           | Gor Mahia FC          |
| JKU FC                | Red Arrows FC         | Singida Fountain Gate | Villa SC              |

## Fase de grupos

### Grupo A
| Pos. | Equipo           | Pts. | PJ | G | E | P | GF | GC | Dif. | Clasificación                 |
| ---- | ---------------- | ---- | -- | - | - | - | -- | -- | ---- | ----------------------------- |
| 1    | Al-Wadi          | 7    | 3  | 2 | 1 | 0 | 4  | 2  | +2   | Clasificado a las semifinales |
| 2    | Coastal Union FC | 4    | 3  | 1 | 1 | 1 | 2  | 3  | −1   |                               |
| 3    | JKU FC           | 3    | 3  | 1 | 0 | 2 | 3  | 3  | 0    |                               |
| 4    | Dekedaha FC      | 3    | 3  | 1 | 0 | 2 | 3  | 4  | −1   |                               |

Actualizado a los partidos jugados el 15 de julio de 2024.
 Fuente: GSA
| 9 de julio de 2024 | Al-Wadi     | 1:0 (1:0) | JKU FC | Estadio Benjamin Mkapa, Dar es-Salam, Tanzania |                  |
| 13:00 (GMT+3)      | - Jebril 3' | Reporte   |        | Árbitro(s): [[]]                               | Árbitro(s): [[]] |

| 9 de julio de 2024 | Coastal Union FC | 1:0 (1:0) | Dekedaha FC | Estadio Benjamin Mkapa, Dar es-Salam, Tanzania |                  |
| 16:00 (GMT+3)      | - Ramadhani 45'  | Reporte   |             | Árbitro(s): [[]]                               | Árbitro(s): [[]] |

| 12 de julio de 2024 | Coastal Union FC | 0:2 (0:1) | JKU FC                   | Estadio Benjamin Mkapa, Dar es-Salam, Tanzania |                  |
| 13:00 (GMT+3)       |                  | Reporte   | - 28' Juma - 86' Adeline | Árbitro(s): [[]]                               | Árbitro(s): [[]] |

| 12 de julio de 2024 | Al-Wadi                   | 2:1 (2:0) | Dekedaha FC | Estadio Benjamin Mkapa, Dar es-Salam, Tanzania |                           |
| 16:00 (GMT+3)       | - Esmat 11' - Mohamed 18' | Reporte   | - 78' Iradi | Árbitro(s): Aline Umutoni                      | Árbitro(s): Aline Umutoni |

| 15 de julio de 2024 | JKU FC       | 1:2 (1:0) | Dekedaha FC                  | Estadio Benjamin Mkapa, Dar es-Salam, Tanzania |                  |
| 16:00 (GMT+3)       | - Machano 4' | Reporte   | - 61' Abdalie - 71' Oluwasen | Árbitro(s): [[]]                               | Árbitro(s): [[]] |

| 15 de julio de 2024 | Coastal Union FC | 1:1 (0:0) | Al-Wadi      | Chamazi Stadium, Dar es-Salam, Tanzania |                  |
| 16:00 (GMT+3)       | - Abdallah 53'   | Reporte   | - 48' Hasoon | Árbitro(s): [[]]                        | Árbitro(s): [[]] |

### Grupo B
| Pos. | Equipo           | Pts. | PJ | G | E | P | GF | GC | Dif. | Clasificación                 |
| ---- | ---------------- | ---- | -- | - | - | - | -- | -- | ---- | ----------------------------- |
| 1    | Al-Hilal         | 9    | 3  | 3 | 0 | 0 | 9  | 0  | +9   | Clasificado a las semifinales |
| 2    | Red Arrows FC    | 6    | 3  | 2 | 0 | 1 | 2  | 5  | −3   | Clasificado a las semifinales |
| 3    | Gor Mahia FC     | 1    | 3  | 0 | 1 | 2 | 1  | 4  | −3   |                               |
| 4    | Djibouti Télécom | 1    | 3  | 0 | 1 | 2 | 1  | 4  | −3   |                               |

Actualizado a los partidos jugados el 16 de julio de 2024.
 Fuente: GSA
| 10 de julio de 2024 | Al-Hilal               | 2:0 (2:0) | Djibouti Télécom | Chamazi Stadium, Dar es-Salam, Tanzania |                  |
| 18:00 (GMT+3)       | - Abdelrahman 23', 27' | Reporte   |                  | Árbitro(s): [[]]                        | Árbitro(s): [[]] |

| 10 de julio de 2024 | Gor Mahia FC | 0:1 (0:0) | Red Arrows FC  | Chamazi Stadium, Dar es-Salam, Tanzania |                  |
| 21:00 (GMT+3)       |              | Reporte   | - 74' Chamanga | Árbitro(s): [[]]                        | Árbitro(s): [[]] |

| 13 de julio de 2024 | Al-Hilal                                        | 5:0 (3:0) | Red Arrows FC | Chamazi Stadium, Dar es-Salam, Tanzania |                  |
| 18:00 (GMT+3)       | - Coulibaly 9', 55', 63' - Abdelrahman 14', 24' | Reporte   |               | Árbitro(s): [[]]                        | Árbitro(s): [[]] |

| 13 de julio de 2024 | Gor Mahia FC   | 1:1 (1:1) | Djibouti Télécom    | Chamazi Stadium, Dar es-Salam, Tanzania |                  |
| 21:00 (GMT+3)       | - Odhiambo 39' | Reporte   | - 41' Houssein Said | Árbitro(s): [[]]                        | Árbitro(s): [[]] |

| 16 de julio de 2024 | Djibouti Télécom | 0:1 (0:1) | Red Arrows FC   | Estadio Benjamin Mkapa, Dar es-Salam, Tanzania |                  |
| 16:00 (GMT+3)       |                  | Reporte   | - 21' Shipanuka | Árbitro(s): [[]]                               | Árbitro(s): [[]] |

| 16 de julio de 2024 | Al-Hilal                   | 2:0 (0:0) | Gor Mahia FC | Chamazi Stadium, Dar es-Salam, Tanzania |                  |
| 16:00 (GMT+3)       | - Alhassan 56' - Raman 89' | Reporte   |              | Árbitro(s): [[]]                        | Árbitro(s): [[]] |

### Grupo C
| Pos. | Equipo                | Pts. | PJ | G | E | P | GF | GC | Dif. | Clasificación                 |
| ---- | --------------------- | ---- | -- | - | - | - | -- | -- | ---- | ----------------------------- |
| 1    | APR FC                | 7    | 3  | 2 | 1 | 0 | 3  | 1  | +2   | Clasificado a las semifinales |
| 2    | Villa SC              | 5    | 3  | 1 | 2 | 0 | 3  | 1  | +2   |                               |
| 3    | Singida Fountain Gate | 3    | 3  | 1 | 0 | 2 | 4  | 5  | −1   |                               |
| 4    | Al-Merreikh           | 1    | 3  | 0 | 1 | 2 | 1  | 4  | −3   |                               |

Actualizado a los partidos jugados el 15 de julio de 2024.
 Fuente: GSA
| 9 de julio de 2024 | Villa SC | 0:0     | Al-Merreikh | Chamazi Stadium, Dar es-Salam, Tanzania |                  |
| 18:00 (GMT+3)      |          | Reporte |             | Árbitro(s): [[]]                        | Árbitro(s): [[]] |

| 9 de julio de 2024 | APR FC       | 1:0 (1:0) | Singida Fountain Gate | Chamazi Stadium, Dar es-Salam, Tanzania |                  |
| 21:00 (GMT+3)      | - Mbaoma 22' | Reporte   |                       | Árbitro(s): [[]]                        | Árbitro(s): [[]] |

| 12 de julio de 2024 | Villa SC                                     | 3:1 (1:0) | Singida Fountain Gate | Chamazi Stadium, Dar es-Salam, Tanzania |                  |
| 18:00 (GMT+3)       | - Yiga 45' - Kakande 52' (pen.) - Mpande 56' | Reporte   | - Tchakeh 60'         | Árbitro(s): [[]]                        | Árbitro(s): [[]] |

| 12 de julio de 2024 | APR FC   | 1:0 (0:0) | Al-Merreikh | Chamazi Stadium, Dar es-Salam, Tanzania |                  |
| 21:00 (GMT+3)       | - Sy 69' | Reporte   |             | Árbitro(s): [[]]                        | Árbitro(s): [[]] |

| 15 de julio de 2024 | Singida Fountain Gate                 | 3:1 (2:0) | Al-Merreikh | Chamazi Stadium, Dar es-Salam, Tanzania |                  |
| 13:00 (GMT+3)       | - Tchakeh 18' - John 43' - Lyanga 76' | Reporte   | - James 47' | Árbitro(s): [[]]                        | Árbitro(s): [[]] |

| 15 de julio de 2024 | Villa SC          | 1:1 (1:1) | APR FC       | Estadio Benjamin Mkapa, Dar es-Salam, Tanzania |                  |
| 13:00 (GMT+3)       | - Dushimimana 30' | Reporte   | - Yiga 45+2' | Árbitro(s): [[]]                               | Árbitro(s): [[]] |

## Fase final

### Cuadro de desarrollo
|  | Semifinales        | Semifinales   |                        |       | Final | Final |
|  |                    |               |                        |       |       |       |
|  |                    |               |                        |       |       |       |
|  |                    |               |                        |       |       |       |
|  | APR FC             | 0 (5)         |                        |       |       |       |
|  | APR FC             | 0 (5)         |                        |       |       |       |
|  | Al-Hilal           | 0 (4)         |                        |       |       |       |
|  | Al-Hilal           | 0 (4)         | APR FC                 | 1 (9) |       |       |
|  |                    |               | APR FC                 | 1 (9) |       |       |
|  |                    | Red Arrows FC | 1 (10)                 |       |       |       |
|  | Al-Wadi            | Red Arrows FC | 1 (10)                 | 0     |       |       |
|  | Al-Wadi            |               |                        | 0     |       |       |
|  | Red Arrows FC (ts) | 2             |                        |       |       |       |
|  | Red Arrows FC (ts) | 2             | Tercer y cuarto puesto |       |       |       |
|  |                    |               |                        |       |       |       |
|  |                    |               |                        |       |       |       |
|  |                    |               |                        |       |       |       |
|  | Al-Hilal           | 1 (1)         |                        |       |       |       |
|  | Al-Hilal           | 1 (1)         |                        |       |       |       |
|  | Al-Wadi            | 1 (0)         |                        |       |       |       |

### Semifinal
| 19 de julio de 2024 | APR FC | 0:0 (0:0 t. s.)(5:4 p.) | Al-Hilal | Chamazi Stadium, Dar es-Salam, Tanzania |  |
| 15:00 (GMT+3)       |        | Reporte                 |          |                                         |  |

| 19 de julio de 2024 | Al-Wadi | 0:2 (0:0) | Red Arrows FC               | Chamazi Stadium, Dar es-Salam, Tanzania |  |
| 19:00 (GMT+3)       |         | Reporte   | - Ketema 117' - Diarra 119' |                                         |  |

### Tercer lugar
| 21 de julio de 2024 | Al-Hilal    | 1:1 (1:1) (1:1 t. s.)(1:0 p.) | Al-Wadi  | Chamazi Stadium, Dar es-Salam, Tanzania |  |
| 12:00 (GMT+3)       | Altayeb 36' | Reporte                       | Adam 40' |                                         |  |

### Final
| 21 de julio de 2024 | APR FC     | 1:1 (0:0) (t. s.)(9:10 p.) | Red Arrows FC | Chamazi Stadium, Dar es-Salam, Tanzania |  |
| 15:00 (GMT+3)       | - Sy 90+1' | Reporte                    | - Banda 62'   |                                         |  |

## Campeón
| Copa Interclubes Kagame 2021 |
| ---------------------------- |
| Red Arrows FC 1º Título      |